# TEDOM L 12
TEDOM L 12 je český částečně nízkopodlažní autobus, který v letech 2007 až 2010 vyráběla třebíčská společnost TEDOM. TEDOM L 12 je především linkový autobus, který nemusí být 100% nízkopodlažní a tak využívá tzv. low entry koncepci (nízkopodlažní je prostor od předních ke středním dveřím včetně).

## Konstrukce
Konstrukčně je TEDOM L 12 odvozen od plně nízkopodlažního městského modelu C 12. S ním se prakticky shoduje přední, nízkopodlažní část (340 mm nad vozovkou) autobusu po druhé dveře, umístěné přibližně uprostřed délky vozidla. Zadní část vozu je přístupná po dvou schůdkách. TEDOM L 12 je linkový dvounápravový autobus se samonosnou karoserií. Rám karoserie je svařen tenkostěnných uzavřených profilů z nerezové oceli. Opláštění je vytvořeno z hliníkových plechů, čela vozu a střecha jsou vyrobeny ze sklolaminátu. Interiér je tepelně izolován rohoží s hliníkovou fólií. Tvrzená okenní skla jsou do karoserie vlepena. Pro vstup a výstup cestujících slouží dvoje dvoukřídlé, elektropneumaticky ovládané dveře v pravé bočnici, přičemž oboje ústí do nízkopodlažního prostoru. Motor a převodovka jsou umístěny pod podlahou v zadní, vysokopodlažní části autobusu. Tři plynové lahve (každá o objemu 320 l) pro CNG jsou umístěny na střeše v přední části vozu. V nabídce výrobce byla i dieselová verze s označením L 12D, její výroba ale nikdy nebyla uskutečněna.

## Výroba a provoz

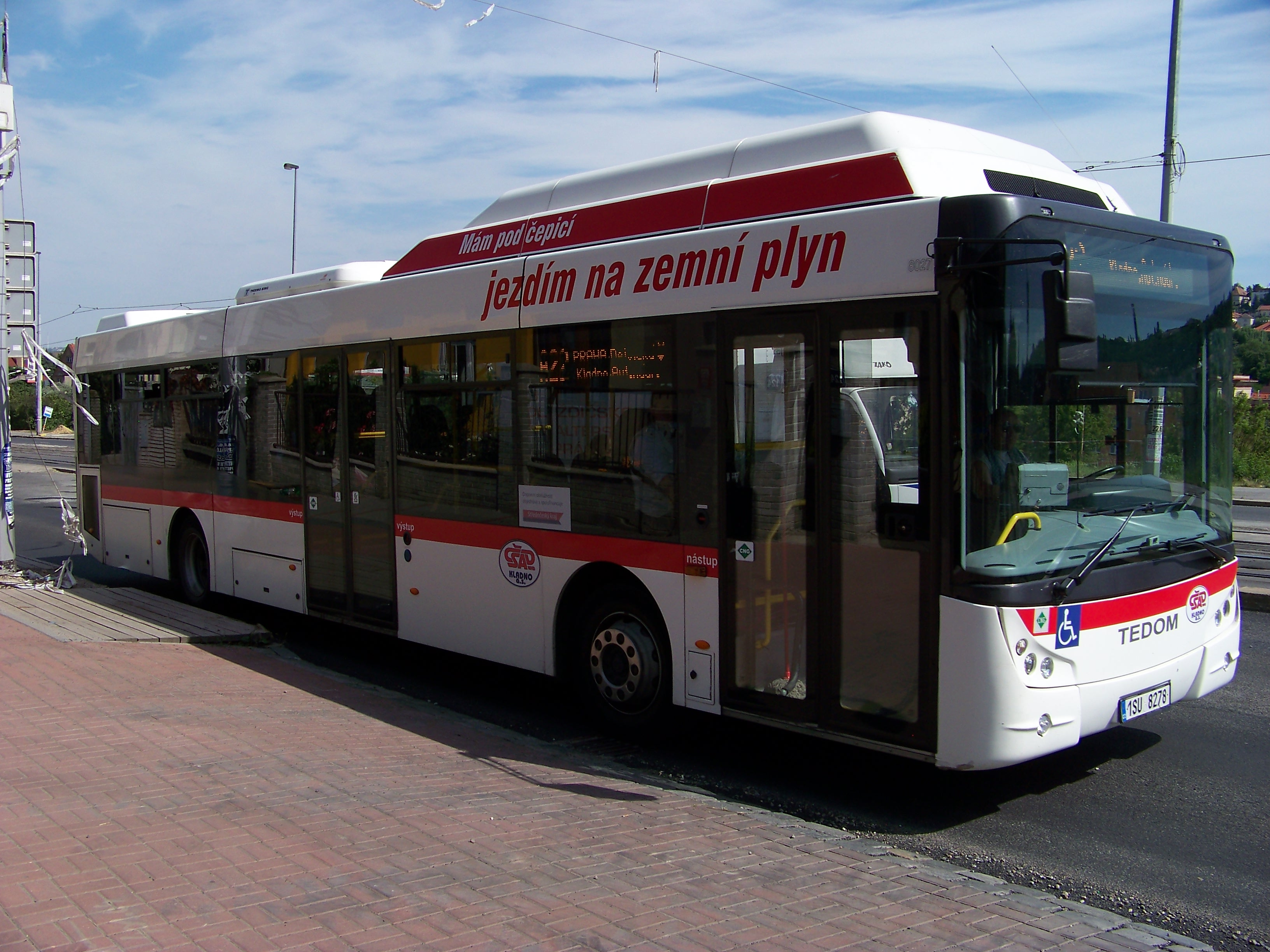
Tedom L12G dopravce ČSAD MHD Kladno

První dva autobusy typu L 12G byly vyrobeny v roce 2007. První z nich byl poprvé představen na Autosalónu Nitra na podzim téhož roku a v roce 2010 byl prodán ČSAD Liberec. Druhý prototyp zakoupila společnost Znojemská autobusová doprava PSOTA. V roce 2008 byly vyrobeny čtyři autobusy L 12G: jeden vůz byl opět dodán znojemské firmě PSOTA (byl vystaven na brněnské veletrhu Autotec 2008), jeden ČSAD Liberec a dva bulharskému dopravci z Burgasu M-Bus. Celkově bylo vyrobeno 15 vozů, z nichž v roce 2021 zůstaly provozní pouze tři vozy u dopravce PSOTA. Poslední dva nich z nich dojezdily v prosinci 2022 v souvislosti se změnou dopravce znojemské MHD od ledna 2023.

## Historické vozy
- soukromá osoba (ex ZDS Psota č. 41)[1]